# Percy Jackson e gli dei dell'Olimpo: il ladro di fulmini (romanzo)
Percy Jackson e gli dei dell'Olimpo: il ladro di fulmini è un romanzo del 2005 scritto da Rick Riordan; è il primo della serie di cinque libri Percy Jackson e gli dei dell'Olimpo basati su personaggi della mitologia greca ma ambientati negli Stati Uniti.
Da questo romanzo è stato tratto il film Percy Jackson e gli dei dell'Olimpo - Il ladro di fulmini distribuito nelle sale il 12 marzo 2010, e anche la prima stagione della serie TV che adatta la serie di romanzi.

## Trama
Perseus Jackson, detto Percy, è un ragazzo newyorkese con molti problemi sociali e personali: soffre di disturbi dell'attenzione, è iperattivo e dislessico, il ché non lo aiuta affatto con le materie scolastiche; vive con sua madre Sally in un piccolo appartamento nell'Upper East Side. Insieme a loro vive anche lo sfaccendato, puzzolente e maleducato patrigno di nome Gabe, mentre Percy non ha mai conosciuto il suo padre biologico. L'unico suo amico, che lo ha sempre seguito, è Grover, ragazzo disabile anch'egli con difficoltà ad integrarsi.
Durante una gita scolastica, Percy, che sembra aver spinto la sua compagna di classe Nancy Bobofit nella fontana (sebbene egli non l'abbia nemmeno toccata), viene richiamato in una stanza separata dall'arcigna professoressa di matematica Dodds. Non appena sono soli, la Dodds diventa un mostro alato (una Furia, o Benevola) che gli ordina di confessare un qualcosa. Ancor prima che il ragazzo capisca qualcosa, l'altro suo professore, Brunner, un uomo costretto sulla sedia a rotelle, gli lancia una penna che si trasforma in spada, con la quale Percy disintegra in un mucchio di polvere la Dodds. L'esistenza di quest'ultima sembra essere stata spazzata via dalla mente di tutti quanti i suoi compagni di classe e dello stesso Brunner, che si riprende la penna come se niente fosse.
Una notte, nel dormitorio, Percy sente Grover discutere con Brunner della Dodds, confermando che non era frutto della sua immaginazione, e di come Percy sia pronto per essere trasferito in un particolare luogo che il ragazzo intuisce essere un manicomio o peggio. Nei giorni seguenti, Percy si fa sempre più nervoso per via dello strano avvenimento accaduto ai danni della bulla Nancy (la quale era stata come "afferrata" dall'acqua), i diverbi con i professori aumentano e ciò gli costa l'espulsione dalla Yancy Academy. Sul bus del ritorno, cerca di scappare da un Grover assillante e piuttosto ansioso il quale aveva affermato di doverlo proteggere in quanto suo Custode. A un certo punto la corriera su cui stavano viaggiando si ferma. Percy vede allora tre donne tessitrici fabbricare un calzino che poi recidono. Saputolo da Percy, Grover diventa ancora più agitato di prima.
Sfuggito all'amico, Percy torna a casa e si prepara con la madre all'annuale visita al loro cottage in riva al mare di Long Island, nel Montauk. Mentre discutono del padre di Percy, Sally menziona che questi si era organizzato per mandare il figlio, quando avrebbe giunto i dodici anni (quindi lo stesso anno in cui la vicenda inizia), ad un particolare campo estivo. Prima di poter chiedere qualcosa di più, Grover irrompe trafelato alla cabina del bungalow e Percy nota che il suo amico ha le gambe di una capra: Grover è un Satiro. I tre corrono alla macchina su ordine di Sally, e Grover inizia a spiegargli la situazione: mostri come satiri e le Furie esistono perché tutte le storie della mitologia greca che hanno imparato a scuola sono vere e Percy è parte di questo mondo in qualità di semidio. Se Percy avesse saputo prima la verità riguardo la sua natura, avrebbe attirato a sé molti più pericoli, in quanto i semidei sono suscettibili ai continui attacchi dei mostri. D'improvviso la macchina viene attaccata dal Minotauro. La comitiva corre verso un pino in cima ad una collina, l'ingresso al sopracitato campo, ma prima di raggiungerlo, Sally viene afferrata e (apparentemente) sbriciolata dal Minotauro. Furioso, Percy lo attacca, gli stacca il corno e lo usa per pugnalare il mostro, sconfiggendolo, poi sviene.
Giorni dopo, Percy si risveglia nell'infermeria del Campo Mezzosangue, un campo di addestramento creato dagli dei dell'Olimpo per i diversi semidei che hanno procreato sulla terra. Al campo, Percy vi trova il professor Brunner, che si rivela essere Chirone, il celebre centauro dal crine bianco, poi conosce anche Annabeth Chase, la saggia figlia di Atena, Clarisse La Rue, la violenta figlia di Ares, Luke Castellan, lo scaltro figlio di Ermes e suo capogruppo (in quanto Ermes è anche il dio dei viandanti) fintanto che Percy, ora definito indeterminato, non verrà riconosciuto dal padre divino e andrà nella rispettiva casa, e il direttore del campo, Dioniso in persona, punito dal padre Zeus con il compito di badare al Campo Mezzosangue e ai semidei da lui odiati.
A Percy viene spiegato come funziona il loro mondo: gli dei della Grecia non sono sempre stati in Europa, ma seguono la corrente della Cultura Occidentale,la quale si sposta di epoca in epoca. La fiamma della cultura occidentale in questo tempo arde in America, ed essa rappresenta il punto convergente dei poteri degli dei, i quali ne sono persino la fonte, trasferendo alcuni capoluoghi del loro mondo in altri luoghi più adatti (l'Olimpo, per esempio, ora è sopra l'Empire State Building). Anche le creature non-umane hanno seguito gli dei in America e, essendo mostri ed essendo privi di anima, possono ritornare all'infinito dagli Inferi, il che spiega come Chirone e il Minotauro siano vivi nonostante fossero morti rispettivamente per mano di Eracle e Teseo; inoltre vagano sulla Terra indisturbati poiché agli occhi degli umani sono occultati dalla "Foschia", una nebbia che altera l'aspetto della realtà mitologica agli umani. Viene anche spiegato che i semidei attraggono i mostri con la loro aura e per questo Sally si era attaccata a Gabe, cosicché la sua puzza potesse occultare l'odore del sangue divino di Percy. Infine, i semidei hanno così tante difficoltà sociali perché sono più guerrieri che normali persone: la mancanza di attenzione è dovuta al loro spirito guerriero e i loro poteri e la dislessia gli consente di tradurre tutto ciò che è scritto in greco antico.
Durante una partita di caccia alla bandiera, Percy si dimostra un bravo combattente, specie quando a contatto con l'acqua. Alla fine della partita, un segugio infernale compare dai boschi e attacca Percy, ma viene annientato e finalmente viene riconosciuto dal padre divino: sopra la sua testa compare un tridente. La cosa innervosisce molti: Poseidone è un membro dei tre pezzi grossi, ossia Zeus, Poseidone e Ade che, a seguito di una grande lotta tra i loro figli semidei (ossia la Seconda guerra mondiale), avevano giurato di non procreare più altri figli, ma Percy è l'ovvia dimostrazione che Poseidone non ha tenuto fede al patto. Come se la situazione non fosse abbastanza tesa, di recente Zeus è stato privato della sua Folgore, e Zeus è convinto che Percy sia il ladro, credendo che suo fratello Poseidone voglia spodestarlo dal trono servendosi di suo figlio semidio (poiché le figure divine non possono sottrarsi a vicenda i poteri). Zeus era stato il primo a disobbedire al loro patto procreando Talia che, nel tentativo di raggiungere il campo con Annabeth, Luke e Grover, venne uccisa e il padre la trasformò nel pino (divenuto albero magico) all'ingresso del campo: l'unico luogo sicuro per i semidei, ben protetto da una barriera.
Nonostante Percy sia innocente, decide di partecipare ad un'impresa (la seconda concessa da Chirone dopo il fallimento di Luke al Giardino delle Esperidi), ossia partire in missione fuori dal campo, ritrovare la Folgore e scagionare dalle accuse lui e suo padre, però prima deve parlare con lo spirito di Delfi, ovvero l'Oracolo che si trova nella soffitta della Casa Grande del Campo Mezzosangue, e riceve in risposta una profezia.
Percy tuttavia non rivela a Chirone la parte negativa della profezia e parte insieme ad Annabeth e Grover. Secondo Chirone, l'autore del furto è Ade, l'unico che gioverebbe in una guerra tra fratelli, e per tre volte (Furia, Minotauro e Segugio Infernale) ha tentato di uccidere Percy per impedirgli di dimostrare la sua innocenza.
Chirone rivela a Percy che anche lui tempo addietro aveva ricevuto una profezia infausta riguardo al figlio di uno dei Tre Pezzi Grossi, e da tempo egli lo stava attendendo, e ora che Percy è arrivato al campo, essa sta cominciando a trovare un senso. Questo è il motivo per cui Chirone ha accettato di far intraprendere una nuova impresa. Il centauro però ha l'obbligo di non proferire parola sulla suddetta profezia. I membri del campo sono piuttosto tesi circa la presenza di Percy, poiché il figlio di uno dei tre pezzi grossi attrae più pericoli degli altri e ciò potrebbe minare la sicurezza del Campo Mezzosangue.
Prima di partire Percy riceve due regali: la penna che si può trasformare in spada da Chirone (il nome della spada è Anaklusmos, ossia Vortice) e delle scarpe volanti da Luke, ma temendo di offendere Zeus volando in cielo, le regala a Grover. L'impresa ha inizio con il viaggio in macchina (guidata da Argo, la sentinella del campo) per lasciare il trio alla stazione degli autobus di Manhattan per dirigersi a Los Angeles (l'entrata per gli Inferi). L'unico motivo però che spinge Percy a partire non è quello di salvare suo padre, in quanto egli non si era mai fatto vivo per i dodici anni passati, ma di riportare a casa sana e salva la sua adorata mamma, che si era tanto sacrificata per molti anni per proteggerlo. I tre continuano il viaggio in autobus, dove però incontrano le tre Furie (tra cui la Dodds, già ritornata in forma) che li attaccano. Il trio scappa e si ferma in un emporio di statue da giardino gestito da una donna col turbante e gli occhiali scuri di nome Zia Em, ma in realtà ella è la gorgone Medusa, felice di potersi vendicare della prole degli dei che l'hanno ridotta così. I tre la sconfiggono cooperando e Percy invia la testa del mostro agli dei dell'Olimpo, pagando con delle dracme d'oro, poi tornano nel bosco del New Jersey.
Durante il viaggio, Grover rivela a Percy che il suo più grande sogno è ottenere una licenza da cercatore dal Consiglio dei Satiri Anziani, per poter cercare il dio perduto Pan, signore delle selve, ma dopo aver fallito nel salvare Talia e dopo l'infausto destino della madre di Percy, il Consiglio ha sospeso il giudizio e lo considererà degno di ottenere la licenza solo se questa ultima impresa fosse andata a buon fine.
Durante la notte Percy sogna di trovarsi sull'orlo di un baratro a parlare con una voce malvagia che lo incita a consegnargli la Folgore per tradire gli dei. Continuando il viaggio su un treno per Denver, grazie ai soldi di una ricompensa per il ritrovamento di un cane smarrito, Percy scopre che i giornali lo considerano un ricercato e Gabe ha offerto una ricompensa a chiunque lo catturi. Anche Annabeth rivela di non essere granché voluta dalla sua famiglia, motivo per cui si è trasferita definitivamente al campo, e Percy ne approfitta per raccontarle dei suoi continui sogni in cui Zeus e Poseidone lottavano e una voce dal sottosuolo rideva; Annabeth asserisce che forse Ade non è il ladro (non è quella la sua personificazione fisica, in quanto egli raramente ride ed appare seduto su un trono, non nascosto nell'ombra. Inoltre, perché dovrebbe chiedere di consegnargli qualcosa che ha già?). Il treno fa tappa nel Missouri, e i tre si fermano al Gateway Arch, poiché Annabeth, che vuole diventare architetta, vuole vederlo. In cima all'arco Percy si ritrova solo nella con una signora e il suo cagnolino, questi si rivelano esser Echidna e la Chimera, e lo assalgono; per sfuggire a morte certa, il ragazzo si butta nel Mississippi. Lì le sue ferite guariscono e scopre alcuni dei suoi poteri: può respirare sott'acqua, non bagnarsi, e tutte le cose da lui toccate si asciugano. Sul fondo del fiume incontra una messaggera di suo padre che gli dice di andare sulla spiaggia di Santa Monica, e di non fidarsi dei "doni", così esce dall'acqua e riesce, nella confusione, a risalire a bordo del treno con i suoi amici.
Il pomeriggio successivo arrivano a Denver, dove chiamano Luke con un messaggio Iride, una "videochiamata" che si avvia lanciando una dracma dentro un qualsiasi arcobaleno (viene quindi spiegato che un semidio, nel caso usasse oggetti elettronici quali telefonini, attirerebbe l'attenzione di molti mostri nel raggio di cento chilometri), ma l'unica cosa che riescono a capire è che Ade potrebbe aver rubato la Folgore servendosi del suo elmo dell'oscurità per vendicarsi di non aver avuto il trono. A Denver, il trio incontra Ares, dio della guerra, che propone loro di andare al parco acquatico per recuperare il suo scudo in cambio di informazioni sulla madre di Percy. Annabeth e Percy riescono a recuperare lo scudo in un vecchio luna park abbandonato e pieno di trappole create da Efesto che erano però rivolte ad Ares e Afrodite. Ares li aiuta mostrando loro il modo per raggiungere Los Angeles a bordo di un camion che trasporta animali vivi con un'unica fermata a Las Vegas e dona loro zaini con cibo, denaro e vestiti. Il dio della guerra asserisce inoltre che Sally non è morta, ma è tenuta prigioniera negli inferi.
Arrivati a Las Vegas dopo essersi infiltrati sul mezzo, liberano le creature e finiscono all'Hotel Casinò Lotus. I ragazzi non si accorgono in tempo della trappola e quando Percy esce dalla trance, riesce ad uscire dal locale con gli amici, i quali scoprono di avervi passato cinque giorni e che ormai manca solo un giorno al solstizio d'estate, data in cui Zeus proclamerà guerra se non riavrà la Folgore. In taxi, il trio arriva a Los Angeles. Prima di recarsi negli inferi i tre adolescenti si recano a Santa Monica così come richiesto da Poseidone, Percy si tuffa in mare e incontra una Nereide che gli dice di seguire il suo cuore per sfuggire agli inganni di Ade: Il dio dei morti infatti, è solito nutrirsi dei dubbi e delle paure altrui, e non avrebbe mai permesso che qualcuno si allontanasse dagli inferi se non fosse stato d'accordo. La ninfa inoltre rivela al semidio che Poseidone veglia su di lui, nonostante sia proibito agli dei interagire con la loro progenie mortale, ma solo permesso aiutarli per via indiretta, e gli dona tre perle per potersi salvare in caso di necessità.
In cerca dell'ingresso dell'Ade, il trio è attaccato da dei ladri umani, fatto che dimostra che Vortice non li ha feriti (Vortice è fatta di bronzo celeste, quindi può ferire i semidei ma non gli esseri umani). Per fuggire alla baby gang, i tre amici si rifugiano in un negozio di materassi ad acqua, il cui venditore, Crusty, si rivela essere Procuste, colui che tagliava o allungava i suoi ospiti a seconda della loro altezza. Percy riesce a disintegrarlo grazie ad uno stratagemma, immobilizzandolo in uno dei suoi stessi letti e trova la mappa e l'indirizzo per gli R.I.P. Studios.
All'ingresso, il trio incontra Caronte e, grazie ai soldi prelevati dal negozio di Crusty, accetta di traghettarli nello Stige. Arrivati nell'Erebo, i tre superano Cerbero, ma, nelle Praterie degli Asfodeli, le scarpe alate di Grover si animano e lo trascinano verso il Tartaro. Per miracolo Percy riesce ad impedire che Grover venga risucchiato all'interno, e con orrore scopre che dalla gola si levava una cantilena macabra che stava cercando di attirarli a sé. Il giovane riconosce l'entità come la voce che si manifestava nei suoi incubi.
Arrivati al cospetto di Ade, questi rivela di non aver a che fare con il furto della Folgore, anzi, anche lui accusa Percy di averlo derubato della sua arma, l'elmo dell'oscurità, e di aver sguinzagliato i mostri solo per cercare l'oggetto, non per uccidere il nipote. Il ragazzo nota allora che il suo zaino è stranamente pesante (già dall'entrata negli Inferi) e al suo interno vi trova la Folgore. Ade offre a Percy di farsi consegnare la Folgore in cambio di sua madre: a malincuore, Percy rifiuta e se ne va con gli altri grazie alle perle. L'ira di Ade ha provocato un devastante terremoto a Los Angeles e nessuno bada ai ragazzi comparsi dal nulla. Arrivati sulla spiaggia, i tre vi trovano Ares, con in mano l'elmo di Ade. Ares rivela di aver posto la Folgore nello zaino, e di averlo fatto per il solo piacere della guerra, ma Percy capisce che in realtà il dio della guerra non sarebbe stato capace di escogitare una tale strategia e che la mente di questo folle piano è un'altra persona. A conferma di ciò, Ares prima di parlare balbettava ed entrava in una specie di trance, come se qualcuno gli suggerisse alle sue spalle cosa dire e cosa fare. Il dio che ha voltato le spalle si rivela dunque essere Ares, e non Ade. Una volta sconfitto il dio, Percy prende l'elmo di Ade, glielo restituisce (tramite la Dodds) e Sally viene liberata, poi torna a casa in aereo e da lì si dirigono all'Empire State Building per restituire la folgore a Zeus.
Raggiunto il 600º piano, Percy entra nell'Olimpo. Al tempio principale, Percy restituisce la Folgore a Zeus davanti a Poseidone. Dopo aver raccontato la sua storia, giungono a conclusione che la mente di tutto è Crono, lo stesso che si faceva sentire tramite la voce proveniente da sottoterra negli incubi di Percy e colui che stava attirando Grover nel Tartaro. Rimasto solo col figlio, Poseidone rivela a Percy che sua madre è viva grazie al recupero dell'elmo di Ade e gli spiega che il motivo di tanta assenza è dovuto alla legge che impediva agli dei di intervenire fisicamente nella vita dei loro figli. Tornato a casa, trova sua madre viva e Gabe infuriato per il suo ritorno. Gli viene regalata la testa di Medusa e Sally rivela che finalmente è il momento di trarsi in salvo con le proprie forze, non lasciando che qualcun altro la salvi, e la usa per pietrificare Gabe. Tornato al campo con gli amici, vengono festeggiati come eroi e Sally gli scrive di essersi trasferita e iscritta all'università, alla quale aveva rinunciato per proteggerlo. Gabe è "misteriosamente" scomparso e il ragazzo deve decidere se restare al campo tutto l'anno o tornare da sua madre. Grover, ricevuta la licenza grazie all'impresa, parte per cercare Pan. Percy ha ancora dei dubbi sulla penultima frase della profezia.
troverai ciò che è stato rubato e lo vedrai restituito, (sia la Folgore che l'Elmo sono stati restituiti) 

sarai tradito da colui che ti chiama amico (??) 

e alla fine non riuscirai a salvare ciò che più conta (Percy non ha salvato sua madre, ma lasciato che si salvasse da sola).»
L'ultimo giorno, Luke e Percy vanno nel bosco per allenarsi, ma Luke si rivela essere il traditore della profezia. Il figlio di Ermes aveva rubato gli oggetti durante il solstizio d'inverno al Gran Consiglio degli dei, venendo però scoperto da Ares. Nonostante avesse fallito, Crono era giunto in suo aiuto, suggerendogli di ingannare il dio della guerra: Ares si sarebbe tenuto gli oggetti solo per un po', per far sì che i tre fratelli si accusassero a vicenda, ed egli aveva acconsentito. Ares non aveva escogitato nessuna strategia, ma solo accettato di collaborare a ciò che Luke (su suggerimento di Crono) gli aveva proposto. Sulla spiaggia di Santa Monica Ares stava solo riferendo a Percy la strategia di Luke. Se il dio della guerra avesse saputo che dietro tutto ciò c’era Crono e che egli avrebbe voluto gli oggetti per risorgere, non avrebbe accettato, dunque era anch’egli una pedina. Quando però Ares aveva iniziato a sospettare qualcosa, era ormai troppo tardi: lo spirito di Crono si era ormai insediato e sovrastava il suo volere.
Non appena Percy era giunto al Campo, Crono aveva ritenuto il figlio di Poseidone come la persona adatta da spedire negli Inferi (in quanto Luke aveva fallito) insieme alla Folgore, e l'unico modo per far sì che gli venisse assegnata un'impresa era quella di far credere a Chirone che Ade volesse ucciderlo, così Luke aveva evocato il segugio infernale. Luke aveva inoltre maledetto le scarpe alate per sì che, una volta negli Inferi, Percy fosse trascinato nel Tartaro e far avere la Folgore a Crono, ma lo scambio con Grover aveva ancora una volta mandato a monte i piani iniziali. L'obiettivo di Luke è far risorgere Crono e distruggere la Civiltà Occidentale, spedendo gli dei nel Tartaro, i quali hanno aumentato il loro potere a discapito dei mezzosangue, trascurandoli e umiliandoli.
Luke fa apparire uno scorpione dell'abisso e il cui veleno uccide nel giro di un minuto. Il diciannovenne si dà alla fuga, e l'animale attacca Percy che riesce a salvarsi grazie a delle ninfe. Il ragazzo racconta tutto a Chirone. In merito a quella famosa profezia che Chirone aveva ricevuto, Percy capisce che essa si riferisce al destino di un eroe, il quale è grande e terribile allo stesso tempo, e teme di non riuscire a salvare la Civiltà Occidentale a causa della morte prematura a cui ogni eroe è destinato. Annabeth, distrutta dal tradimento del suo amico (e cotta), lo rassicura: ben presto avrebbero affrontato Luke. Anche Chirone (nonostante sia da tempo a conoscenza del grande e terribile destino degli eroi) promette a Percy che avrebbe impedito che gli fosse accaduto qualcosa prima del tempo.
Alla fine della storia, Annabeth ritorna a casa da suo padre per cercare di ricostruire un rapporto e saluta Percy che a sua volta decide di tornare a casa da sua madre e che sarebbe tornato (vivo) al campo l'estate seguente.

## Seguito
Nel 2006 è uscito il seguito del libro, Percy Jackson e gli dei dell'Olimpo - Il mare dei mostri.

## Altre versioni
Dal libro è stata tratta una graphic novel con lo stesso titolo pubblicata in America nel 2010.

## Capitoli
Il libro conta 22 capitoli:
1. Disintegro accidentalmente la prof di matematica
2. Tre vecchiette sferruzzano i calzini della morte
3. Grover perde inaspettatamente i pantaloni
4. Mia madre mi insegna a lottare con i tori
5. Gioco a pinnacolo con un cavallo
6. Divento signore supremo del bagno
7. La mia cena va in fumo
8. Catturiamo una bandiera
9. Mi offrono un'impresa
10. Distruggo un autobus che funzionava a meraviglia
11. Ci fermiamo all'emporio dei nanetti da giardino
12. Accettiamo il consiglio di un barboncino
13. Mi getto tra le braccia della morte
14. Divento un noto ricercato
15. Un dio ci compra i cheeseburger
16. Prendiamo una zebra per Las Vegas
17. Facciamo shopping nel negozio di materassi ad acqua
18. Annabeth ci dà una lezione di addestramento
19. Scopriamo la verità, più o meno
20. Mi batto con quell'idiota di mio cugino
21. Pareggio i conti
22. La profezia si avvera

## Edizioni
- Rick Riordan, Percy Jackson e gli dei dell'Olimpo: il ladro di fulmini, Collana I Grandi, Arnoldo Mondadori Editore, 2010, ISBN 978-88-04-59628-8.